# 21 juin 1938
Le mardi 21 juin 1938 est le 172e jour de l'année 1938.

## Naissances
- Dan Burton, politicien américain
- Don Black, parolier britannique
- John W. Dower, historien américain
- Mario Minieri, coureur cycliste italien
- Miguel Loayza, joueur de football péruvien
- Ron Ely, acteur américain
- Rudi Horn, musicien allemand
- T.K.V. Desikachar (mort le 8 août 2016), professeur de yoga indien
- Yannick Simbron (mort le 15 avril 2008), syndicaliste enseignant français

## Décès
- Henri Briffaut (né le 30 juillet 1857), personnalité politique française
- Mathilde Comont (née le 9 septembre 1886), actrice française